# 陛下
陛下是一种君主敬称。此外，英文中的作为陛下的等义词，是在国际外交上对君主制国家元首及其法定配偶的敬称。

## 詞意
蔡邕编著的《獨斷》说到：「陛下者，陛階也，所由升堂也。天子必有近臣執兵陳於陛側以戒不虞。謂之陛下者，羣臣與天子言，不敢指斥天子，故呼在陛下者而告之，因卑達尊之意也。」说明在天子寶座之下，執戟郎立在御階两侧戒备。因為天子身分尊貴，大臣直呼天子被视为是一种大不敬的行为，当大臣要向天子上奏时，必须先請御阶下的執戟郎去转告，称此为“陛下”。涵意就是指“通过御階前的近侍向天子进言，以表示尊敬。”

## 演变
西汉司马迁编著的《史记·秦始皇本纪》提到：「今陛下興義兵，誅殘賊，平定天下，海內為郡縣，法令由一統，自上古以來未嘗有，五帝所不及。」本纪中使用陛下做为秦始皇的代词，故自秦汉以後，“陛下”也就演变成对皇帝的敬称。
后来，东汉许慎编著的《說文解字》对“陛”字做了以下的解释：「陛。升高階也。从𨸏。坒聲。」指的是天子御座下的台阶丹陛。
再后来，“陛下”一词的用法也随着中原文化的向外发展而流通到日本、朝鲜、越南、琉球等週边地区。

## 尊称太后
中国历史上也有部分皇太后被尊称陛下：西汉时期，匈奴单于冒顿曾写信向吕后求婚：「陛下独立，孤偾独居。两主不乐，无以自虞，愿以所有，易其所无」（《汉书·匈奴传》）。东晋时期，晉明帝司马绍的皇后庾文君在皇帝驾崩后被群臣奏请「临朝摄万机」，继而「公卿奏事称皇太后陛下」（《晋书·后妃传》）。北宋时期，苏轼曾向慈圣皇后撰写《上太皇太后賀正表》：「恭惟太皇太后陛下，道无能名，德博而化」（《东坡全集》）。

## 在各國的使用
在日本，明治維新後皇室典范对「陛下」的称谓作了相关的制定，除了今上天皇以外，三宫后位（皇后、皇太后和太皇太后）也适用陛下的敬称。依照《天皇退位特例法》而设立的上皇、上皇后，亦适用陛下的敬称。
朝鮮半島的高麗王朝最初尊奉外王內帝的外交策略，在國內，其君主稱為「陛下」。元朝侵略高麗之後，元朝將臣下對國王的稱呼降格为「殿下」，並在之後的朝鮮王朝沿用。甲午戰爭之後，朝鮮王朝宣佈脫離清朝的冊封體制獨立，朝鮮君主的稱呼升格為「陛下」。大韓帝國時期，亦使用「陛下」稱呼。

## 文献
- “今陛下兴义兵，诛残贼，平定天下，海内为郡县，法令由一统，自上古以来未尝有，五帝所不及。”——《史记·秦始皇本纪》
- “汉天子正号曰皇帝，自称曰朕，臣民称之曰陛下……陛下者，陛，阶也，所由升堂也。天子必有近臣执兵陈於阶侧，以戒不虞。谓之陛下者，羣臣与天子言，不敢指斥天子，故呼在陛下者而告之，因卑达尊之意也。”——汉 蔡邕 《独断》
- “窃为陛下惜之。”——汉· 贾谊《论积贮疏》
- “臣请伏于陛下以伺候之。荧惑不徙，臣请死。”——《后汉书·刘盆子传》
- “愿陛下亲之信之。”——诸葛亮《出师表》
- “不得永奉陛下。”——宋· 王谠《唐语林·雅量》
- “小臣拜献南山寿，陛下万古垂鸿名。”——唐 李白 《春日行》
- “陛下虽以金石相弊，则兼天下之日未也。”——周《韩非子·存韩》

## 其他文化

### 欧洲
是英语国家对君主的敬称，最初的语源来自拉丁语的，演变成古法语的，再演变成中古英语的和，最后演变成。原先涵义是指“伟大”、“宏大”的意思。与相同语源的词语还有德语的、法语的、西班牙语的、葡萄牙文的Majestade、意大利语的、荷兰语的等。
在罗马共和国时代，是代表国家最高权利与尊严的法律术语，是高于一切的存在狀態（Being），任何侮蔑国家最高权利与尊严的举动将会被视为犯下大不敬（Lese majesty）。而被认为是大不敬的行为包括：在公开追悼期間举行欢庆、藐视国家、对共和国的威严发表不实的言论或行动等。到了罗马帝国时代以后，不敬罪的覆盖范围也进一步地将皇帝包含在内。
在罗马帝国覆灭后，开始成为对王室最高成员的敬称，当中尤其强调君权神授的说法，同时，这个称谓也是满足君主自我虚荣心的一种赞美词，尽管当时的王室最高成员是比罗马皇帝（Emperor）位低一级的国王（King）或女王（Queen），也会乐意接受“国王陛下”（His Royal Majesty）或“女王陛下”（Her Royal Majesty）的称谓。
如今，在不按照欧洲传统的君主制国家，尽管当地君主的头衔不是“国王”，英语书面也会将当地的君主称为，同时匹配的称谓。这种惯例适用于一些非洲和亚洲君主制国家。

### 英国
在英国，一词有几种被使用的衍生词，其用意是用以宣示英国君主的君权或者在正式的文书和场合中突显王室的权威及地位。包括：
- 高尚的陛下（Most Gracious Majesty）：只在社交场合和仪式中使用
- 大不列颠国王陛下（Britannic Majesty）：通常只在外交、国法和国际关系中使用
- 卓越的陛下（Most Excellent Majesty）：大多数只在国会法案中使用

### 总统陛下
中華民國的陈水扁在任职总统时，曾以藏传佛教称呼尊贵者为由被称“总统陛下”，引起争议。一般而言，共和制下的领导人只会称呼爲“阁下”。

## 的衍生词
在历史和外交上，为了避免产生不必要的歧义，又产生其它的衍生词，例如：
- 皇帝（天皇）陛下、皇后陛下（Imperial Majesty）：皇室的称谓，现在只有对日本天皇夫妇使用这个称谓
- 皇帝、女皇、及国王、女王 、王后陛下（Imperial and Royal Majesty）：皇帝兼君主者的称谓，印度皇帝、奥地利皇帝和德意志皇帝都曾使用过这个称谓
- 大不列颠国王、女王陛下（Britannic Majesty）：英国君主的称谓
- 普鲁士王陛下（Prussian Majesty）：普鲁士君主的称谓
- 使徒王陛下（Apostolic Majesty）：匈牙利君主的称谓，“君权传承自使徒”的意思
- 天主教国王、女王陛下（Most Catholic Majesty）：西班牙君主的称谓，由教皇加冕，“君权传承自天主教”的意思
- 基督教国王、女王陛下（Most Christian Majesty）：法兰西君主的称谓，“君权传承自基督”的意思
- 坚贞的陛下（Most Faithful Majesty）：葡萄牙君主的称谓，由教皇加冕
- 高尚的陛下（Most Gracious Majesty）：大不列颠君主的称谓
- 卓越的陛下（Most Excellent Majesty）：大不列颠君主的称谓
- 国王、女王陛下（Royal Majesty）：通用的称谓，多用于欧洲王室
- 陛下：通用的称谓，几乎可用于所有君主制国家

## 脚注
1. ↑  蔡邕. .   [2010-07-09]. （原始内容存档于2016-12-01）.
2. ↑  司馬遷. .   [2010-07-09]. （原始内容存档于2011-05-17）.
3. ↑  《酉陽雜俎·卷一》：「秦漢以來，於天子曰陛下，於皇太子曰殿下，將曰麾下，使者曰節下、轂下，二千石長史曰閣下，父母曰膝下。」
4. ↑  .   [06-11-2011]. （原始内容存档于2016-03-20） （中文（繁體））.
5. ↑  . 日本總務省法令資料.   [2010-05-27]. （原始内容存档于2012-02-03） （日语）.
6. ↑  高麗史55卷-志9-五行3-土-049：毅宗二年十二月戊午大霧. 三年九月甲午大霧. 七年九月己亥霧塞. 十年四月丙子霧塞. 十二年三月甲戌霧塞日無光. 十四年十月丁未霧塞. 十八年十一月戊子大霧. 癸卯陰霧四塞行者失路. 太史奏云: "霧者衆邪之氣連日不解其國昏亂. 又霧起昏亂十步外不見人是謂晝昏. 大闕明堂者祖宗布政之所其制皆法天地陰陽. 故王者出入起居不可無常. 今陛下處非其位任非其人明堂久曠而不居天　可懼而不省移徙無常號令不時故有此異." 王竟不悟.
7. ↑  《高宗實錄》三十一年十二月十七日：「主上殿下稱“大君主陛下”，依允；王大妃殿下稱“王太后陛下”，敬依；王妃殿下稱“王后陛下”，王世子邸下稱“王太子殿下”，王世子嬪邸下稱“王太子妃殿下”，箋稱表，並依允。」”
8. 1 2  .   [2010-05-27]. （原始内容存档于2011-08-21） （英语）.
9. ↑  . 新华网. 2008年2月18日  [2015年2月12日]. （原始内容存档于2009年2月26日）.